# Таалі
Та́алі (ест. Taali küla) — село в Естонії, у волості Торі повіту Пярнумаа.

## Населення
Чисельність населення на 31 грудня 2011 року становила 227 осіб.

## Географія
Село Таалі розташоване на лівому березі річки Пярну (Pärnu jõgi).
Через село проходить автошлях 59 (Пярну — Торі).

## Історія

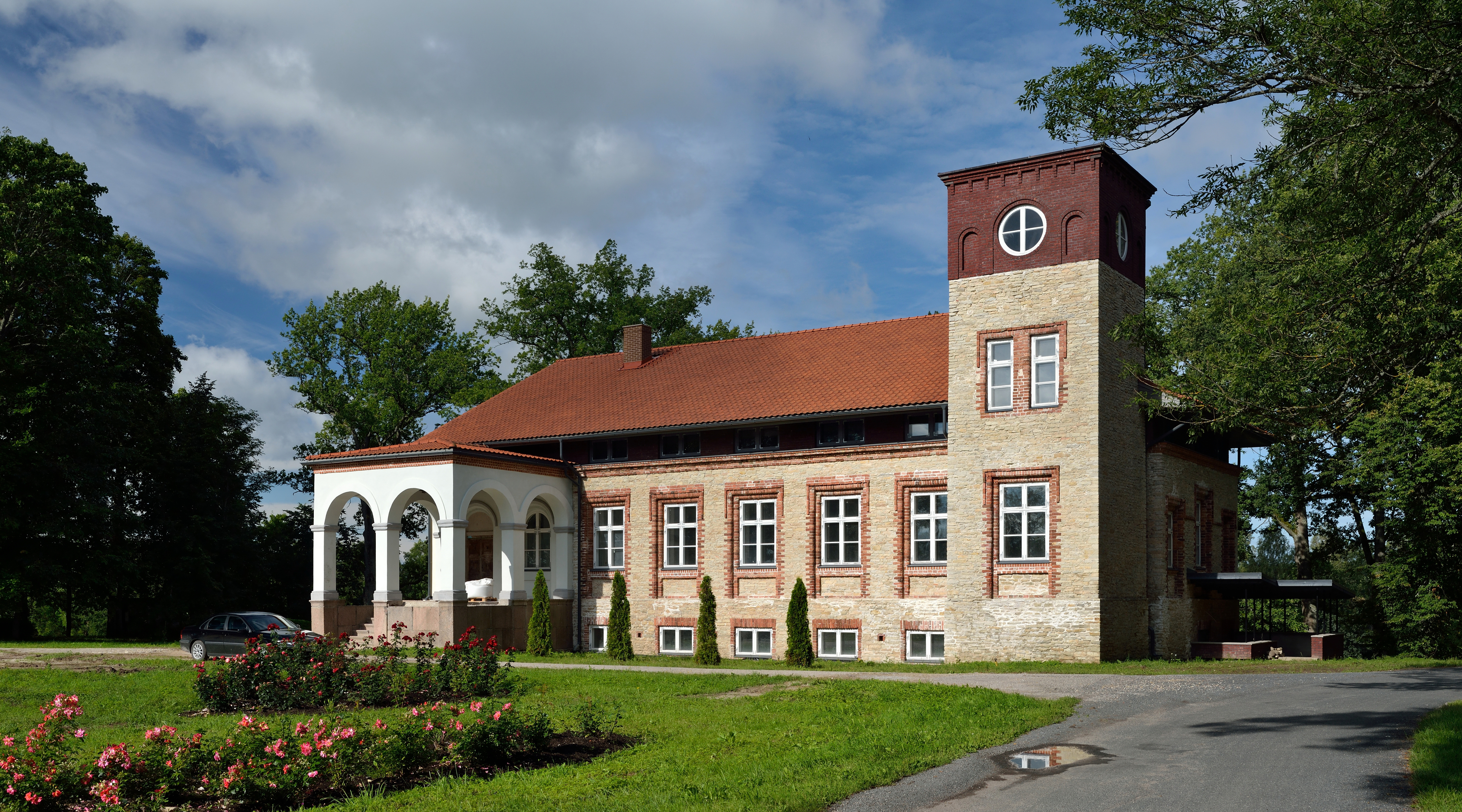
Головна будівля мизи Таалі

Історично село Таалі належало до приходу Торі (Tori kihelkond).